# Diaule

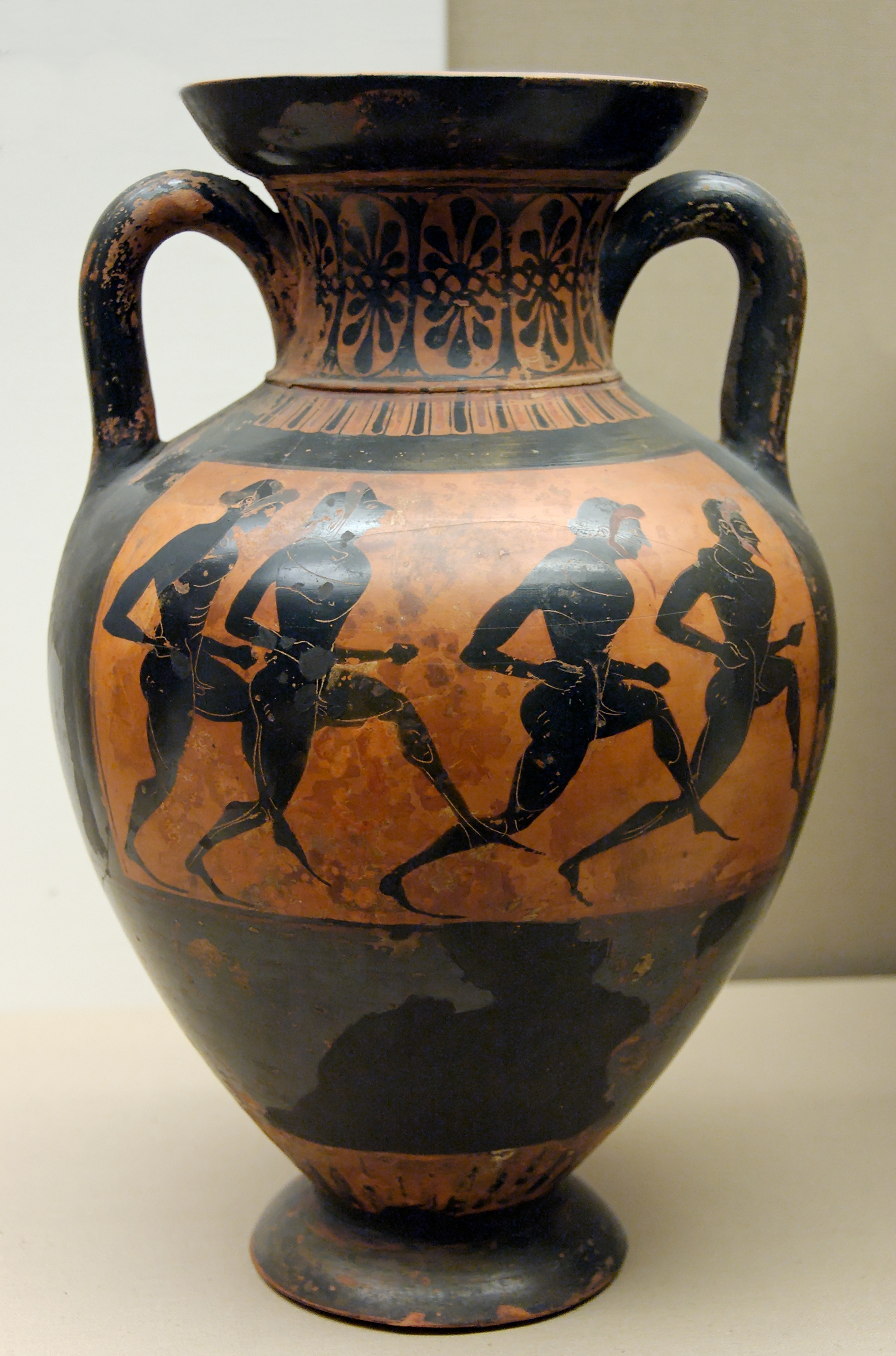
Àmfora panatenaica amb una cursa de velocitat.

El Diaule o Diaulos (grec: Δίαυλος, traduït com "doble tub") era una antiga carrera a peu que formava part del programa dels antics Jocs Olímpics i els altres Jocs Panhelènics. Fou introduïda a la 14a Olimpíada, el 724 aC.
La seva distància era de dos estadis, al voltant de 400 metres. Aquesta distància podia variar doncs la mesura de l'estadi a Olímpia era de 192.27 metres (630.81 peus) però a Delfos era de 177.50 metres (582.35 ft). No es té certesa si els corredors tenien o no pals individuals de "gir" per a la tornada de la cursa, o si tots els corredors s'aproximaven a un lloc comú, giraven i tornaven a córrer cap a la línia de sortida. Una inscripció a Delfos diu "pals de tornada" en lloc de "pal de tornada" el que suggereix que cada corredor tenia el seu propi punt de gir. Aquests pals eren anomenats kampteres. Les proves arqueològiques de Nemea també mostren que hi havia llocs de gir individual.